# Rajčany
Rajčany jsou obec na Slovensku, v okrese Topoľčany v Nitranském kraji. Žije v ní 528 obyvatel.

## Historie
První písemná zmínka o obci pochází z roku 1244, kdy patřila zemanům Rajcsányům. V roce 1553 platila daň ze sedmi a půl porty. V roce 1715 měla osm domácností a v roce 1778 byl v obci pivovar a mlýn, v roce 1787 zde žilo 363 obyvatel v 34 domech, v roce 1828 v 58 domech žilo 405 obyvatel. Hlavní obživou bylo zemědělství.

## Přírodní poměry
Obec se nachází osm kilometrů na severovýchod od města Topoľčany ve střední části Nitranské pahorkatiny. Územím protéká řeka Bebrava asi v délce jednoho kilometru. Podle regionálního geomorfologického členění Slovenska patří do celku Nitranské pahorkatiny podcelku Bojnianská pahorkatina. Reliéf území je rovinatý až mírně pahorkatinný s úvaly a údolími ve směru severozápad-jihovýchod. Odlesněné území má nadmořskou výšku od 171 až 226 m n. m., střed obce je ve výšce 118 m n. m. a je tvořeno neogenními usazeninami, které jsou pokryté spraší a říčními uloženinami. Z půdních typů jsou zastoupeny hnědozemě a nivní půdy. Zemědělská půda tvořila 90,7 % z celkové výměry území. Lesní plochy tvořily 1,2 %, vodní plocha 2,5 % a zastavěná plocha činila 5,1 %.
Celková rozloha území je 5,85612 km², z toho v roce 2020 připadalo 91 % na zemědělskou půdu. Celkové využití půdy (2020): 88 % orná půda, 2 % zahrady, 1 % lesy. V roce 2023 připadalo 530,12 ha na zemědělskou půdu, z toho 516,12 připadalo 516,12 ha na ornou půdu, 11,15 ha na zahrady. Lesy zaujímaly 6,83 ha, 14,36 ha vodní plocha a 30,90 ha tvořila zastavěná plocha a nádvoří. Obec sousedí:
| Solčianky | Livinské Opatovce, Nadlice | Nadlice   |
|           |                            |           |
|           | Horné Chlebany             | Chynorany |

## Památky
- Původně renesanční kurie z roku 1638, která byla obnovená v letech 1810 až 1822. Po rekonstrukci je sídlem obecního úřadu.[11][12]
- Římskokatolický renesanční kostel Stětí svatého Jana Křtitele z roku 1640 postavený na základech ze 14. století. V 18. století byla přistavěna věž a sakristie.[11][12]

## Znak
Blason: V modrém štítu ze zeleného travnatého vršku vyrůstající stříbrný strom se zeleným listím a zlatými jablky, na koruně stromu sedí dva stříbrní k sobě otočení holubi. Mluvící znak vychází z pečetě z roku 1771.